# Guy Mortier
Pour les articles homonymes, voir Mortier.
Guy Mortier, né le 24 mars 1943 à Mol (province d'Anvers), est un journaliste, rédacteur en chef, scénariste et une personnalité de la télévision belge néerlandophone. Il s'est fait connaître comme rédacteur en chef du magazine Humo entre 1969 et 2003. Sa renommée auprès des auditeurs de radio s'est accrue lorsqu'il a été membre du panel des  émissions De taal Krijgs et De Perschefs. Les téléspectateurs le connaissent comme membre régulier du panel de Alles kan better et de la rubrique Gefressenes Funden du programme-débat De Laatste Show.

## Biographie

### Jeunesse
Guido Eugène Prudence Joseph Mortier naît le 24 mars 1943 à Mol,,. Il est fils d'un enseignant et il est issu d'une famille de cinq enfants. Il fréquente le Sint-Jan-Berchmanscollege [« collège Saint-Jean-Berchmans »] de Mol de 1955 à 1961 et étudie la philologie germanique à l'Université catholique de Louvain entre 1961 et 1965.

### Début de carrière
Après ses études, il enseigne quelque temps dans une école secondaire. Au cours des années 1960, il présente l'émission de radio Schudden voor gebruik sur la chaîne de télévision BRT, à l'époque la seule émission de radio nationale consacrée à la musique rock 'n' roll.

### Humo
En 1961, Mortier débute comme journaliste indépendant au magazine Humo — créé en 1936 pour être le pendant néerlandophone du Moustique —, qu'il avait déjà lu étant enfant. Le 1er janvier 1969, il devient rédacteur en chef du magazine, poste qu'il occupera jusqu'à sa retraite en mars 2003. Sous sa direction, le magazine est devenu plus qu'un magazine de radio et de télévision et un magazine d'actualité. Mortier a donné au magazine une touche ludique et a introduit davantage de rubriques et d'événements annuels qui ont attiré un public progressiste de gauche. Il a également veillé à ce que davantage d'articles et d'interviews sur la musique pop et rock soient publiés dans les pages TTT du magazine, ce qui a été l'un des facteurs de succès des années précédant l'internet. Mortier lui-même a également écrit plusieurs articles et critiques de disques sur la musique rock. L'humour devient désormais la marque de fabrique du magazine, ce qui se reflète dans les photomontages de la couverture et les entêtes des articles, souvent constitués de jeux de mots, souvent imaginés par Mortier lui-même. Le magazine s'est également démarqué par son journalisme d'investigation. Même après sa retraite, Mortier est resté impliqué dans le magazine en tant que conseiller créatif.
Il a également présenté pendant de nombreuses années le festival de Torhout-Werchter et le Humo's Pop Poll (nl),.

### Apparitions dans les médias
Pendant des années, Mortier était une figure bien connue, notamment parmi les fidèles lecteurs d’Humo. Mais il apparaît aussi régulièrement à la radio et à la télévision. Dans les années 1970, il écrit des scénarios pour le programme télévisé satirique Magesien. À la fin des années 1980 et au début des années 1990, il a participé aux émissions de radio humoristiques De Taalstijd et De Perschefs.
Il a parfois été invité dans des programmes télévisés tels que Lava, Het huis van wantrouwen et Buiten de zone, mais sa renommée hormis les lecteurs Humo n'a fait qu'augmenter grâce à ses apparitions en tant que panéliste invité dans Alles kan better. Après cela, il est devenu l'invité central d'un épisode de
De XII Werken van Vanoudenhoven et plus tard en tant qu'humoriste invité régulier dans De Laatste Show et De Slimste Mens ter Wereld [« La Personne la plus intelligente du monde »] au cours des saisons 2009-2010, 2011 et 2012.
En 2013, il reçoit le prix de la Communauté flamande du mérite culturel général (nl). Ce prix est doté d'un montant de 20 000 euros.

### Scénariste
Il travaille sur le scénario du dessin animé Bob et Bobette : Les Diables du Texas avec Dirk Nielandt. Le film sort en salles en juillet 2009.

### En bande dessinée
En 1966, il écrit quelques scénarios de bande dessinée pour le dessinateur Hugo dans Tintin. Il écrit la préface de l'album L'Affaire TTT d'Ever Meulen, une compilation de strips publié aux éditions Carton en 1985. Il contribue encore à l'artbook Automotiv du même auteur publié chez Oogenblik en 2013.

## Vie privée
Il habite dans le quartier Zurenborg d'Anvers. Un fils de Guy Mortier, Jens Mortier (nl) a fondé en 2004 l'agence de communication Mortierbrigade dont il est depuis lors le PDG.

## Œuvres

### Récits complets dansTintin(1966)
- Boum-Boum-Boum ! (récit guerrier), no 22, 1966 (4 planches), dessin de Hugo de Reymaeker[13].

### En télévision
- 1969-1972 : Magesien[7] comme scénariste.

### Au cinéma
- 2009 : Bob et Bobette : Les Diables du Texas[14] comme coscénariste avec Dirk Nielandt.

## Prix et distinctions
- 1992 : Diamond Award attribué au magazine flamand Humo et à son rédacteur en chef Guy Mortier[4] ;
- 2013 : prix de la Communauté flamande du mérite culturel général (nl)[8].

#### Livres
: document utilisé comme source pour la rédaction de cet article.
- Jean Van Hamme, Introduction à la bande dessinée belge, Bruxelles, Bibliothèque royale de Belgique, 1968, 80 p., ill. ; 26 cm (lire en ligne), p. 38[catalogue] publié à l'occasion de l'exposition La bande dessinée en Belgique, Bibliothèque Albert Ier, [Bruxelles], du 29 juin au 25 août 1968.

#### Articles
Guy Mortier (interviewé par Olivier Mouton), « Le rebelle à succès », La Libre Belgique,‎ 10 novembre 2001 (lire en ligne, consulté le 29 juillet 2024).